# Аста, Симон
Симон Аста (нем. Simon Asta; 25 января 2001 года, Аугсбург) — немецкий футболист, защитник клуба «Гройтер Фюрт».

## Карьера
Начинал заниматься футболом в клубе «Гёггинген». В одиннадцатилетнем возрасте перешёл в академию «Аугсбурга». Выступал за молодёжные команды клуба. С сезона 2017/2018 привлекается к тренировкам с основным составом. 12 мая 2018 года дебютировал в Бундеслиге в поединке против «Фрайбурга», выйдя на замену на 80-й минуте вместо Яна Моравека. На момент дебюта ему было 17 лет и 107 дней. Стал первым игроком 2001 года, появившемся на поле в Бундеслиге.
17 мая 2018 года подписал первый профессиональный контракт сроком на два года. Выступал за юношеские сборные Германии.